# Phylicia George
Phylicia George, född 16 november 1987, är en friidrottare från Kanada. Hon deltog vid olympiska sommarspelen 2012, olympiska sommarspelen 2012 och olympiska vinterspelen 2018.